# غيلان الضبي
غَيلان بفتح الغين المعجمة بن خَرَشَةَ بفتح جميع حروفها الضبِّيَ البصري، أحد زعماء المرتدين عن الإسلام، اتبع المرأة التي ادعت النبوة في عهد أبي بكر الصديق (سجاح التميمية)، ثم بعد زواجها من (مسيلمة الكذاب) ومقتله وهزيمتهما في حروب الردة؛ عاد إلى الإسلام مع الذين عادوا. وصار بعد ذلك من الخوارج في عهد عثمان بن عفان، وأبي موسى الأشعري، وغيرهما من الصحابة. وهو ليس من رواة الحديث. اشتُهِر بفصاحة لسانه، وبضلاعته في علم الكلام، وله باعٌ في قصص العرب والحكايات، التي كان يرويها في جلسات سمر الولاة والوزراء، حتى أصبح وجيهاً من وجهاء البصرة، ومن المقربين من الخلفاء. ولما كتب معاوية بن أبي سفيان إلى والي البصرة أن يبعث له رجلاً من الوجهاء، بعث إليه غيلان.

## نشأته
نشأ في الجزيرة شمال العراق، حيث أن بعضاً من قبيلته (قبيلة ضبة العدنانية) تركوا الحجاز بحثاً عن الكلأ والخصب، فسكنوا شمال العراق وبعضاً من الشام. وعندما أسلم مرة ثانية انتقل إلى البصرة جنوب العراق، ثم إلى دمشق في عهد معاوية. ثم عاد إلى البصرة؛ وبقي فيها آخر عمره.

## سيرته مع الخلفاء والولاة

### عمر بن الخطاب
كان عمر يعرفه حق المعرفة، لذلك بعث بكتاب إلى والي البصرة: أبي موسى الأشعري يطلب فيه معاقبة قبيلة ضبة على مناداتهم بالعشائرية والتعصب لها، وخصه في كتابه ذلك من بينهم بالاسم، كي يتم النيل منه، فقال عنه وعنهم: "وأَخِـفْ الفُسّاق، واجعلها يداً يداً، ورِجلاً رِجلاً، وإن كانت بين القبائل نائرة (أي منتشرة) وتدعوا يا آل فلان ويا آل فلان، فإنما تلك نجوى الشيطان، فاضربهم بالسيف حتى يفيئوا إلى أمر الله، وتكون دعواهم إلى الله وإلى الإمام. وقد بلغنا أن ضبة تدعو: يا آل ضبة! وإني والله ما أعلم أن ضبة ساق الله بها خيراً قط، ولا منع بها من سوءٍ قط، فإذا جاءك كتابي هذا فأنهكهم بالعقوبة؛ حتى يخافوا إن لم يفقهوا. وأَلصِق بغيلان بن خرشة من بينهم. وذلك إشارة إلى قول العرب: "ألصق فلان بعرقوب بعيره" إذا عقره، أي أدبهم به، واجعله عبرة لمن يعتبر. وفي حواشي البيان والتبيين "كان غيلان بن خرشة رأسهم"  

### عثمان بن عفان
بادر هو وجماعته بالذهاب إلى المدينة المنورة للشكوى على واليهم أبي موسى الأشعري إلى الخليفة عثمان؛ الذي يظهر من سياق الخبر أنه لم يكن يعرفه مثل معرفة عمر له، أو أن عثمان رضي الله عنه كان يوقر رؤساء القبائل ويسمع لقولهم، فقال لعثمان: «أما لكم صغير فتستشبوه فتولوه البصرة؟ حتى متى يبقى هذا العجوز والياً للبصرة؟». فسارع عثمان وعزله، وولى مكانه ابن خاله عبد الله بن عامر بن كريز عام 29هـ، فدخل البصرة والياً عليها وهو ابن خمس وعشرين عاماً. فكانت إحدى المشاكل في تاريخ الإسلام في خلافة عثمان وفي فتنة مقتله.

### عبد الله بن عامر بن كريز
انتقد الجاحظ صنيع غيلان عندما مدح نهراً مَرّةً تملقاً لأحد الأمراء، ثم ذمه مرةً أخرى تملقاً لأمير آخر هو خصمٌ للأول. حيث قال: «مَرّ غيلان بن خرشة الضبي مع عبد الله بن عامر على نهر عبد الله الذي يشق البصرة، فقال عبد الله: ما أصلح هذا النهر لأهل البصرة، فقال غيلان: أجل أيها الأمير؛ يُعلِّم القومُ فيه صبيانَهمُ السباحة، ويكون لاستعمالهم ومسيل مياههم، وتأتيهم من خلاله معيشتهم. ثم مر غيلان يساير زياداً على نفس النهر بعد أن عادى ابن عامر، فقال زياد: ما أضر هذا النهر بأهل البصرة، فقال غيلان: أجل والله أيها الأمير، تدخل مياهُه دورَهم، ويغرق فيه صبيانُهم، ويُتعبهم بعوضه». فذهب مثلاً في النفاق. غير أن بعضاً من الشيعة يستدلون بهذا الموقف على حسن التصرف والبديهة والبلاغة. ذكر ذلك أبو الحسن الرماني في كتابه البيان.

### عبيد الله بن زياد
ورد في كتاب الكامل في اللغة والأدب أنه نال من الخوارج في مجلس عبيد الله بن زياد بوجود جماعة كثيرة من الناس، مع أن الجميع يعرفون أنه منهم -كما مر معنا في المقدمة ما أورد الطبري في معجمه- وأن له علاقة برئيسهم أبي بلال مرداس بن أدية، فلما انتهى المجلس، سارع الحاضرون بإبلاغ أبي بلال، فقام أبو بلال من فوره وذهب إلى غيلان في بيته، فقال له: يا غيلان، قد بلغني ما كان منك الليلة من ذكر هؤلاء القوم عند هذا الفاسق! وما يؤمنك أن يلقاك رجل منهم، فيغرس في وجهك رمحه؟ فقال له غيلان: لن يبلغك أني ذكرتهم بعد الليلة.

## ابنه مثجور
بَـرزَ أحد أبنائه -واسمه مثجور- بين أقرانه بالفصاحة، فتعلم من أبيه الكلام، والبلاغة، والمعرفة بالقبائل العربية، وبأنسابها، حتى قيل عنه: "مثجور بن غيلان بن خرشة الضبي: خطيب، من العلماء بالأنساب، من أشراف أهل البصرة، كان مُقدَماً في المنطق، وله خبر مع الحجاج بن يوسف الثقفي،   قتله بسببه.
وسبب قتله، هو أن الحجاج ولّاه ناحية ابن قباذ، فظلم الرعية، وأخذ أموالهم بغير وجه حق -وهو أول من بنى الزنازين تحت الأرض في الإسلام ليرعب بها رعيته؛ بينما المشهور بأن الحجاج هو أول من ابتدعها؛ وذلك بسبب إقراره له على بناءها- فقَـدِمَ عليه الحجاج وقد بنى الديماس (الزنازين) فقال له: ادخلها، فامتنع، فقال لجنده: أَدخِلوه فيها حتى ينظر كيف هي، فأدخَلوه فيها، فلما خرج منها قال له الحجاج: كيف رأيتها؟ قال: مَدخلَ سوء. قال له الحجاج: إذن فلا تُعرّض نفسك لها. فقال مثجور: والله لا أدخلها أبداً.. فلما حال الحول، وجاء موعد الزكاة واستيفاء الخراج، رفض رعية مثجور دفع الزكاة والخراج له، لادعائهم أنها جزء مما تم أخذه منهم بالقوة، وتَظَـلّموا، فانكسر عليه الخراج.. فلما انتشر الخبر، واستبطأ الحجاج الخراج، أرسل في طلبه، فهرب إلى جند يسابور بالأهواز، واستخفى، فأدركه، فهرب إلى المدينة المنورة، واختبأ في قصرٍ لحفيد الخليفة عثمان يُقال له (المطرف) واسمه عبد الله بن عمرو بن عثمان بن عفان، فعرف مكانه، فدخل عليه الجنود وهو يقرأ في مصحف، وكان من عاداتهم حسب ما ورد في السنة الشريفة من سماحة الإسلام بأن لا يقتلوا رافع المصحف ولا حامله، فأفلت من أيديهم، فأخذوا امرأته بدلاً منه، فصاحت: يا مثجوراه.. فرجع عليهم مثجور بالسيف، وقاتل حتى قُتِل، -وهو موقف يذكره له بعض المؤرخين في كتبهم كمثال على المروءة. فاحتزّ والي المدينة عثمان بن حيان رأسَه، وبعث به إلى الحجاج، فأمر الحجاج بإدخال رأسه في الديماس (الزنازين) وقال: احنثوا بيمينه. وأمر به بعد ذلك فنصب، وصلبت جثته في المدينة.